# هندريك جيريتس بوت

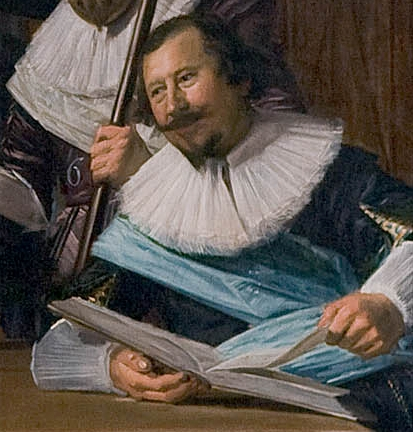
صورة لهندريك جيريتس بوت، رسمها فرانس هالس، تفاصيل ضباط شركة ميليشيا سانت أدريان في عام 1633

هندريك جيريتس بوت ولد في1580 -وتوفى في 15 أكتوبر 1657 (مدفون)) كان رسامًا هولنديًا من العصر الذهبي ، عاش ورسم في هارلم ، حيث كان ضابطًا في الميليشيا، أو شوتريج . رسم الفنان الهولندي فرانس هالس وعاءً في وشاح الميليشيا في لوحة هالس ضباط شركة سانت أدريان ميليشي في عام 1633 . القدر هو الرجل يقرأ كتابًا في أقصى اليمين.

## روابط خارجية
- السيرة الذاتية وصور الأعمال في معرض الويب أو الفن - www.wga.hu
- الأعمال والأدب في PubHist

قالب:Authority control (arts)